# Aeropuerto Internacional Daniel K. Inouye
El Aeropuerto Internacional Daniel K. Inouye (del inglés: Daniel K. Inouye International Airport) (IATA: HNL, OACI: PHNL) es el aeropuerto de Honolulu y principal punto de entrada aéreo del condado de Honolulu y del Estado de Hawái, y uno de los aeropuertos más transitados de los Estados Unidos
Aeropuerto Internacional de Honolulu es el principal centro de conexión de pasajeros de la aerolínea Hawaiian Airlines, las más grande con base en Hawái. También es un destino principal para las aerolíneas American Airlines, Delta Air Lines y United Airlines. Estas aerolíneas, además de conectar varios aeropuertos de las islas hawaianas, prestan servicios a los Estados Unidos continentales.

## Historia

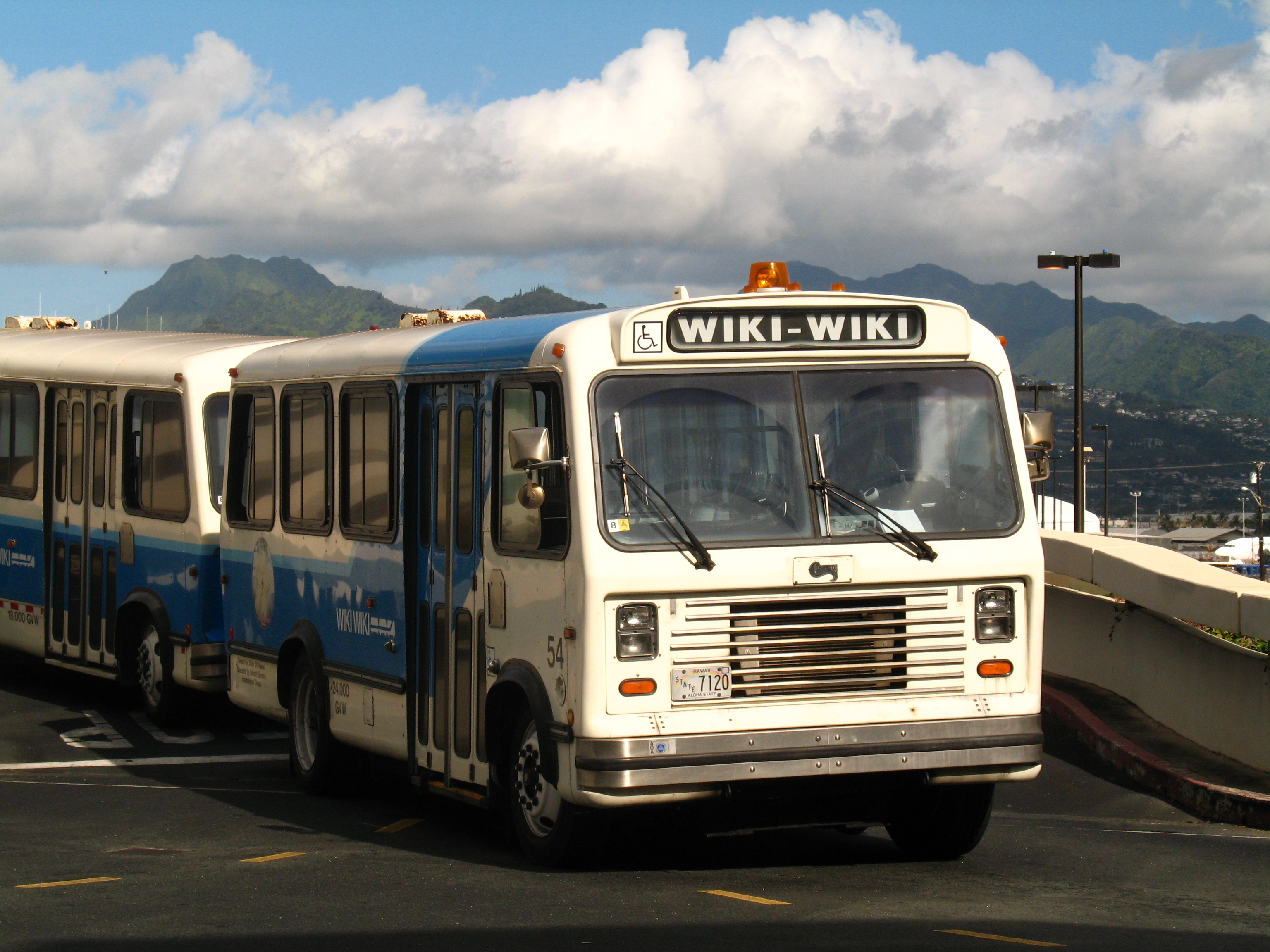
Autobús Wiki Wiki (rápido en hawaiano) en el aeropuerto

El aeropuerto se inauguró en marzo de 1927 con el nombre de Aeropuerto John Rodgers, en honor al oficial naval de la Primera Guerra Mundial John Rodgers. Fundado por la legislatura territorial y la Cámara de Comercio, fue el primer aeropuerto completamente equipado de Hawái, ya que anteriormente, los aviones tenían que aterrizar en pistas de aterrizaje cortas, campos o muelles aéreos. De 1939 a 1943, el lago Keehi adyacente fue dragado para permitir el uso de hidroaviones, y el suelo dragado fue trasladado al aeropuerto para proveer más espacio a los aviones convencionales.
El aeropuerto John Rodgers fue rebautizado en 1947 como Aeropuerto Internacional de Honolulu. Históricamente, debido a su proximidad con el Océano Pacífico central, era una escala para vuelos transpacíficos de y hacia Norteamérica. En los años 1950, era el tercer aeropuerto más transitado de los Estados Unidos en términos de operaciones aéreas. En 1959, Qantas inauguró su primer servicio jet a Honolulu como escala para sus vuelos entre Australia y California.
Con el advenimiento de la aviación de largo alcance, la mayoría de los vuelos transpacíficos pueden sobrevolar Honolulu. Por tanto, el tráfico de pasajeros del aeropuerto ha disminuido con el correr de los años, particularmente a Australia, el Pacíficio sur y el sudeste de Asia. Sin embargo, el tráfico aéreo doméstico de Honolulu creció, debido a que las grandes aerolíneas han añadido nuevas rutas frecuentes e incluso sin escalas a destinos sin oferta de mercado, como Denver, Phoenix y Atlanta.

## Instalaciones y aviones
El aeropuerto tiene cuatro pistas principales, que opera en conjunto con la Base de la Fuerza Aérea Hickam adyacente. La pista principal designada 8R/26L, también conocida como Reef Runway, fue la primera pista principal del mundo construida completamente en alta mar. Terminada en 1977, la pista Reef Runway fue un lugar de aterrizaje alterno designado para el transbordador espacial.
Además de las cuatro pistas pavimentadas, el Aeropuerto Internacional Daniel K. Inouye tiene dos pistas designadas en alta mar designadas 8W/26W y 4W/22W para uso de hidroaviones.
El aeropuerto cubre un área total de 1,708 ha (4,220 acres) de tierra.
Todo el complejo de la terminal cuenta con servicios médicos las 24 horas, restaurantes, centros comerciales y un centro de negocios con salas de conferencias para uso privado. Los pasajeros tienen la opción de utilizar varias estructuras de estacionamiento a corto y largo plazo en los terrenos del Aeropuerto Internacional Daniel K. Inouye.
Para el período de 12 meses que terminó el 30 de junio de 2018, el aeropuerto tuvo 310,179 operaciones de aeronaves, un promedio de 850 por día. De estos movimientos, 52% fueron comerciales programados, 31% de taxi aéreo, 12% de aviación general y 4% de militares. Hay 200 aviones en este aeropuerto: 53% monomotores, 17% multimotores, 16% militar, 11% helicópteros y 4% jet.
All Nippon Airways tiene su oficina de Honolulu en el edificio 47 del aeropuerto. Cuando Mid-Pacific Airlines estaba en operaciones, su sede se encontraba en la propiedad del aeropuerto.

## Terminales

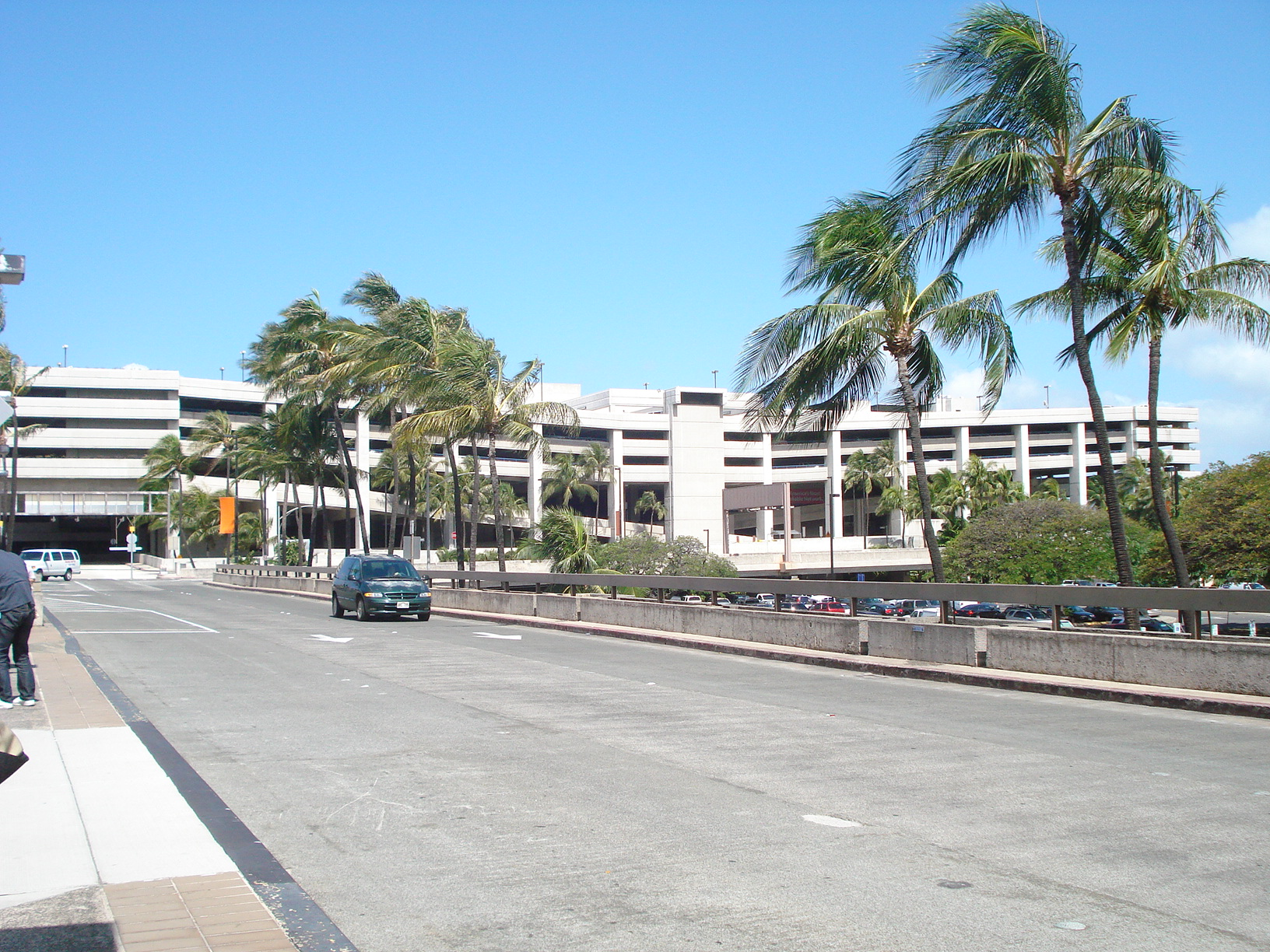
Terminal 1.

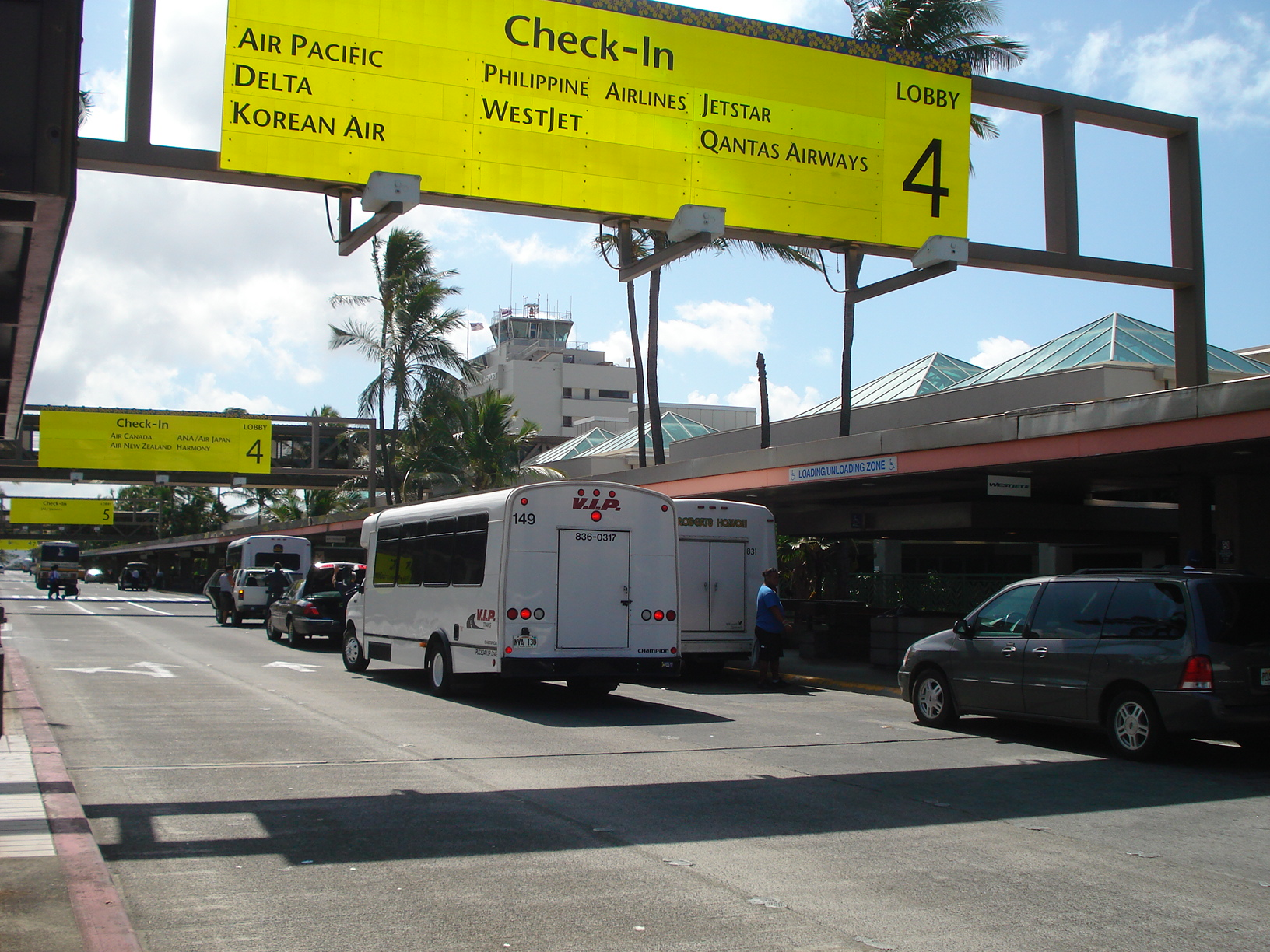
Terminal 2.

El Aeropuerto Internacional Daniel K. Inouye tiene tres terminales: Terminal 1, Terminal 2 y Terminal 3. El Wiki Wiki Shuttle proporciona transporte entre terminales entre los vestíbulos de boletos de las tres terminales y entre los vestíbulos en las terminales 1 y 2. Todas las puertas en las terminales 1 y 2 están conectados después de la seguridad; sin embargo, los pasajeros que caminan desde la Terminal 1 a las puertas de la Terminal 2 deben pasar por una estación de inspección agrícola del USDA para el equipaje de mano.
A partir del 1 de junio de 2018, los números de puerta en el Aeropuerto Internacional Daniel K.Inouye se renombraron a un formato alfanumérico, y los números de las bandas de reclamo de equipaje (anteriormente alfanuméricos) se volvieron a numerar. Estos cambios tienen la intención de acomodar la expansión con las nuevas salas de Mauka y Diamond Head.

### Terminal 1
La Terminal 1, anteriormente conocida como la "Terminal Interisland", se abrió en 1993. La terminal de 8 puertas de $130 millones de dólares fue el proyecto de construcción más grande realizado en ese momento por la División de Aeropuertos del Estado y reemplazó una terminal anterior construida en 1961. En 1995, se abrió una extensión de 5 puertas a la terminal, que también presentaba una nueva pasarela posterior a la seguridad a la Terminal 2 (anteriormente conocida como "Terminal de Ultramar").
El 30 de mayo de 2018, la división de aeropuertos del estado comenzó la Sala Mauka después de años de demoras. Esta nueva sala agregará espacio para 11 aviones de cuerpo estrecho o seis aviones de cuerpo ancho, presentará una pasarela posterior a la seguridad al resto de la Terminal 1 y un nuevo punto de control de seguridad TSA de seis carriles.
La Terminal 1 alberga a Hawaiian Airlines (vuelos internacionales, continentales de Estados Unidos e internacionales (excepto vuelos de Japón)). La terminal 1 tiene 13 puertas. Esas puertas consisten en A13-A20 y B1-B5. La terminal verá la adición de las puertas A1-A11 al finalizar la tan esperada Sala Mauka. Todas las puertas de la terminal son utilizadas por Hawaiian Airlines y su subsidiaria ʻOhana by Hawaiian.

### Terminal 2
La Terminal 2, anteriormente conocida como "Terminal de Ultramar", se inauguró el 22 de agosto de 1962. Desde 1970 hasta 1978, el arquitecto Vladimir Ossipoff diseñó un proyecto de modernización de la terminal que remodeló esta terminal y creó varias adiciones, [69] que incluyeron la Sala Diamond Head en 1970, la Sala Ewa en 1972 y la Sala Central en 1980.
La Terminal 2 alberga las operaciones de AirAsia X, Air Canada, Air China, Air New Zealand, Alaska Airlines, All Nippon Airways, American Airlines, Asiana Airlines, China Airlines, China Eastern Airlines, Delta Air Lines, Fiji Airways, Hawaiian Airlines (vuelos de Japón), Japan Airlines, Jetstar Airways, Jin Air, Korean Air, Philippine Airlines, Qantas, Southwest Airlines, Sun Country Airlines, United Airlines y WestJet.
La Terminal 2 tiene 29 puertas en tres salas y el edificio principal de la terminal. Esas puertas consisten en C1-C9, D1-D2, E1-E10, F1-F2 y G1-G10. Las puertas C4 y C9 son capaces de manejar un Airbus A380. Todas las puertas en la terminal están designadas como de uso común, compartidas entre todas las aerolíneas. No se asignan puertas a ninguna aerolínea específica y pueden cambiar diariamente según la necesidad.

### Terminal 3
La Terminal 3, anteriormente conocida como la "Terminal Commuter", abrió el 29 de mayo de 2018 entre las instalaciones de Delta y United Cargo en el lado Diamond Head del aeropuerto. Originalmente, la terminal era una instalación de un solo piso ubicada al norte de la Terminal 1 adyacente a la autopista Nimitz, pero se cerró el 1 de junio de 2018 para su demolición a fin de dar paso a la expansión de la Sala Mauka de la Terminal 1. Originalmente, se planeó construir una terminal de cercanías de reemplazo más grande en el lado de Diamond Head del aeropuerto, pero esos planes finalmente se cancelaron. Esto se debió en gran parte a la quiebra de tres de las cuatro aerolíneas que ocupaban la terminal y al costo más alto de lo esperado del proyecto.
La Terminal 3 alberga a Mokulele Airlines. Todos los embarques y desembarques se realizan directamente en la plataforma. La Terminal 3 tiene una puerta a nivel del suelo (Puerta H1).

## Aerolíneas y destinos

### Pasajeros
| Aerolíneas          | Destinos |
| ------------------- | --- |
| Air Canada          | Vancouver Estacional: Toronto–Pearson |
| Air New Zealand     | Auckland |
| Air Premia          | Seúl-Incheon |
| Alaska Airlines     | Anchorage, Ontario, Seattle/Tacoma Estacional: Everett |
| All Nippon Airways  | Tokio-Haneda, Tokio-Narita |
| American Airlines   | Chicago–O'Hare (reinicia el 26 de octubre de 2025), Dallas/Fort Worth, Los Ángeles, Phoenix |
| Asiana Airlines     | Seúl-Incheon |
| Delta Air Lines     | Atlanta, Detroit, Los Ángeles, Mineápolis/St. Paul, Nueva York–JFK, Salt Lake City, Seattle/Tacoma, Tokio-Haneda |
| Fiji Airways        | Apia, Kiritimati, Nadi |
| Hawaiian Airlines   | Boston (finaliza el 18 de noviembre de 2025), Fukuoka (finaliza el 18 de noviembre de 2025), Hilo, Kahului, Kailua-Kona, Las Vegas, Lihue, Long Beach, Los Ángeles, Nueva York-JFK, Oakland, Osaka-Kansai, Pago Pago, Papeete, Phoenix, Portland (OR), Rarotonga, Sacramento, Salt Lake City, San Diego, San Francisco, San José (CA), Seattle/Tacoma, Seúl-Incheon (finaliza el 20 de noviembre de 2025), Sídney, Tokio-Haneda Estacional: Auckland |
| Japan Airlines      | Nagoya–Centrair, Osaka-Kansai, Tokio–Haneda, Tokio-Narita |
| Jetstar Airways     | Sídney (finaliza el 24 de octubre de 2025) |
| Korean Air          | Seúl-Incheon |
| Mokulele Airlines   | Kalaupapa, Kapalua, Lanai, Molokai |
| Philippine Airlines | Manila |
| Qantas              | Melbourne, Sídney |
| Southwest Airlines  | Hilo, Kahului, Kailua-Kona, Las Vegas, Lihue, Long Beach, Los Ángeles, Oakland, Phoenix–Sky Harbor, Sacramento, San Diego, San José (CA) |
| United Airlines     | Chicago-O'Hare, Chuuk, Denver, Guam, Houston-Intercontinental, Kosrae, Kwajalein, Los Ángeles, Majuro, Pohnpei, San Francisco, Washington-Dulles Estacional: Newark |
| WestJet             | Calgary, Vancouver Estacional: Edmonton |
| ZIPAIR              | Tokio–Narita |

### Carga

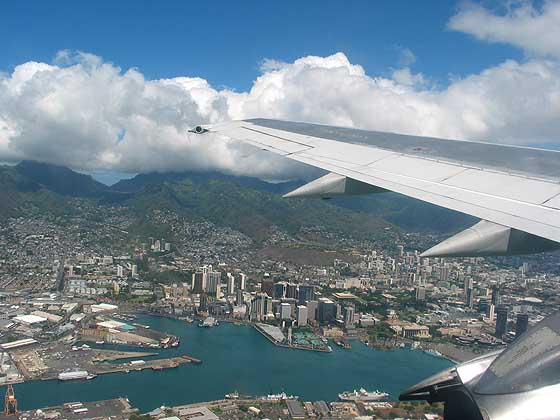
Vista de Honolulu desde un avión despegando del Aeropuerto Internacional de Honolulu.

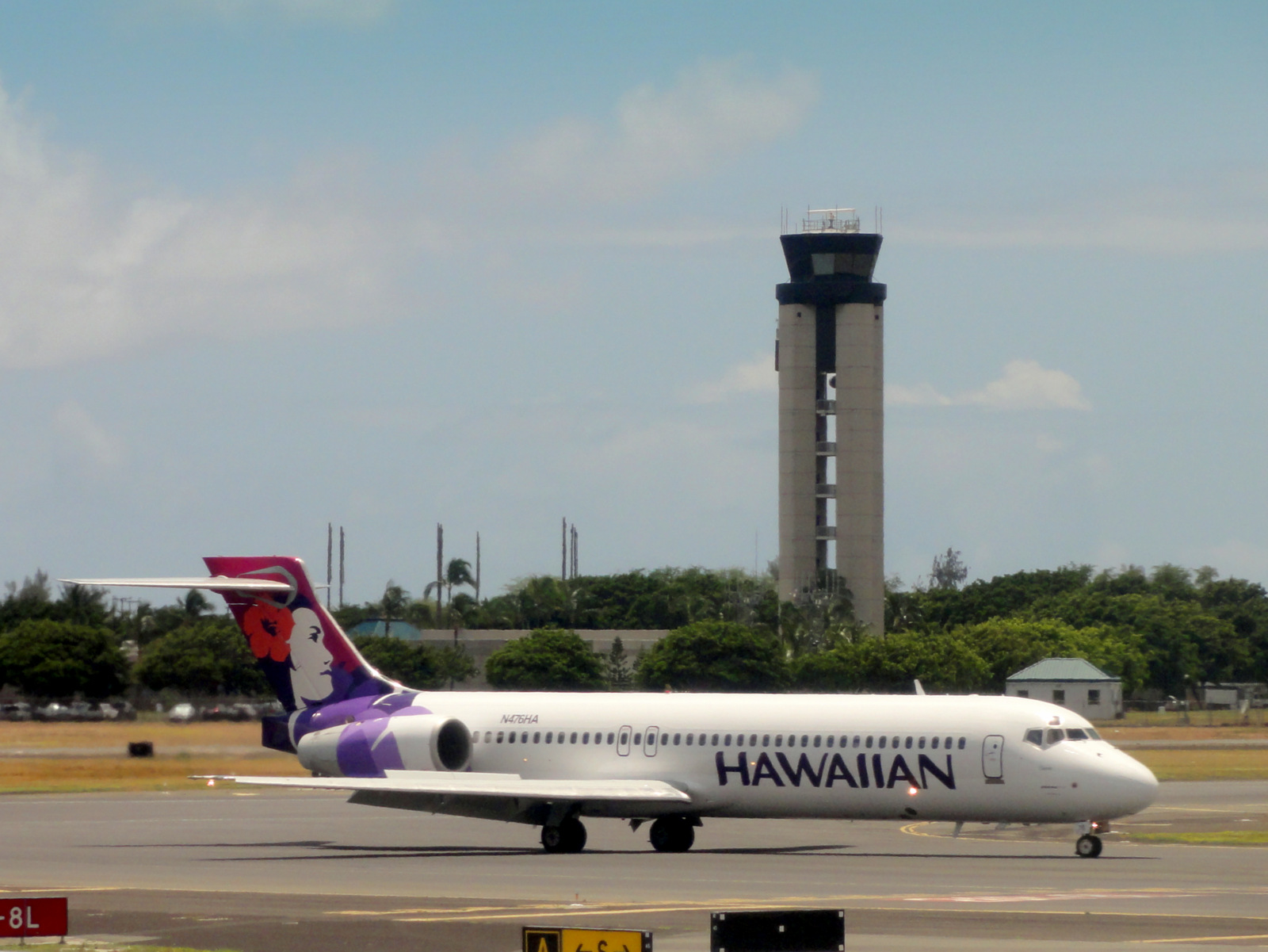
Un Boeing 717 de Hawaiian Airlines rodando con la torre de control del aeropuerto al fondo.

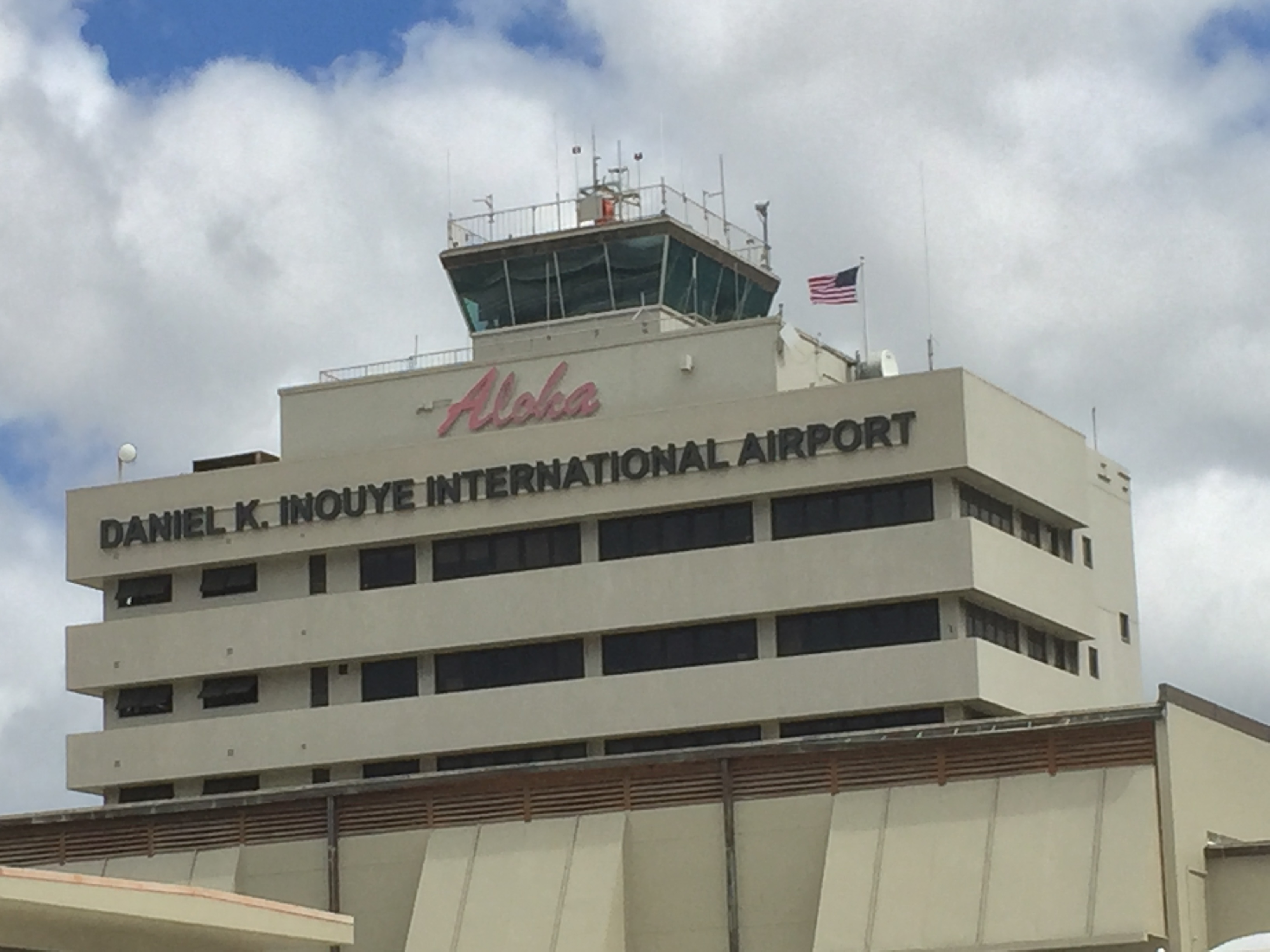
Torre de control del aeropuerto.

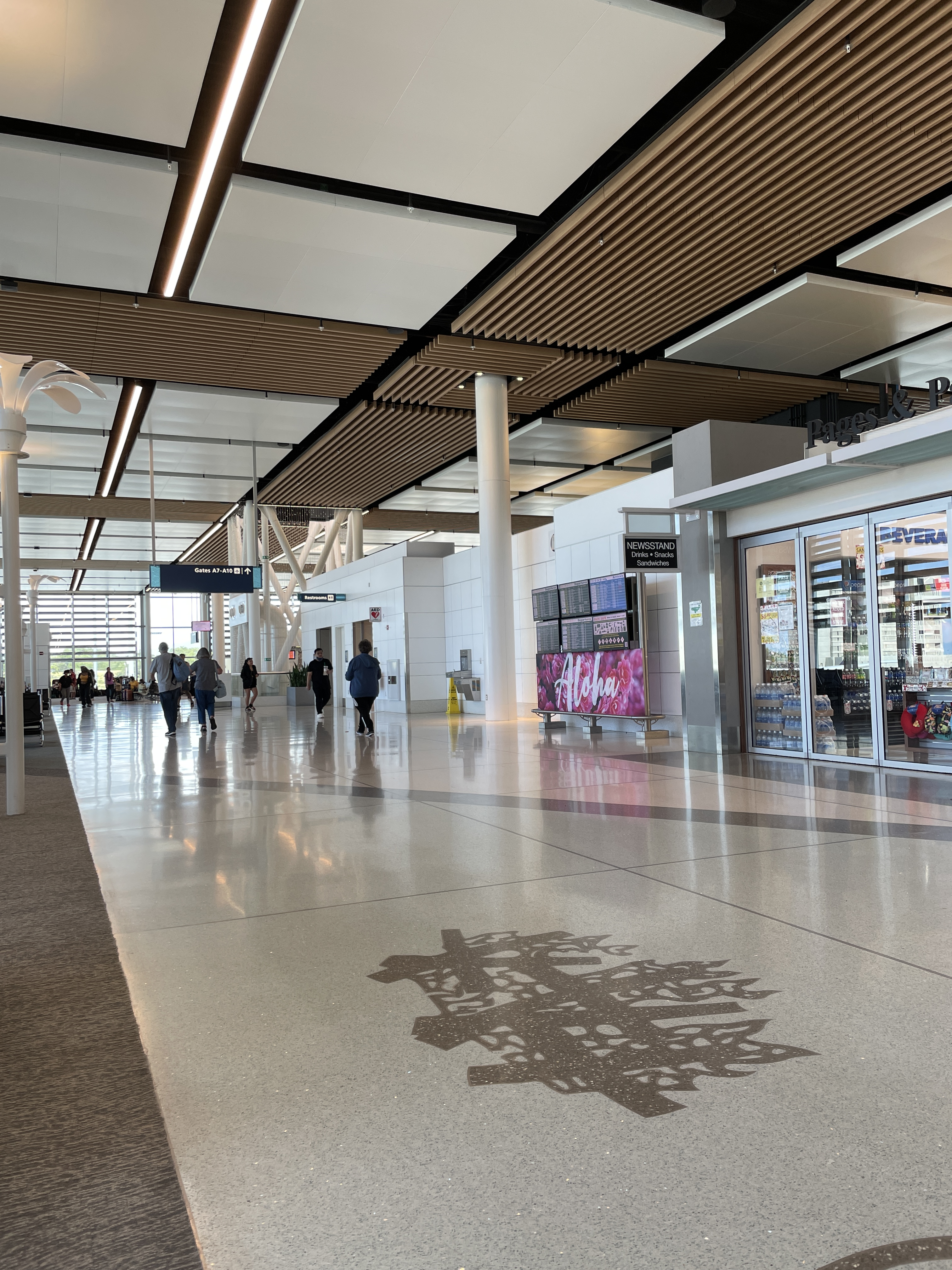
Interior de la Terminal 1.

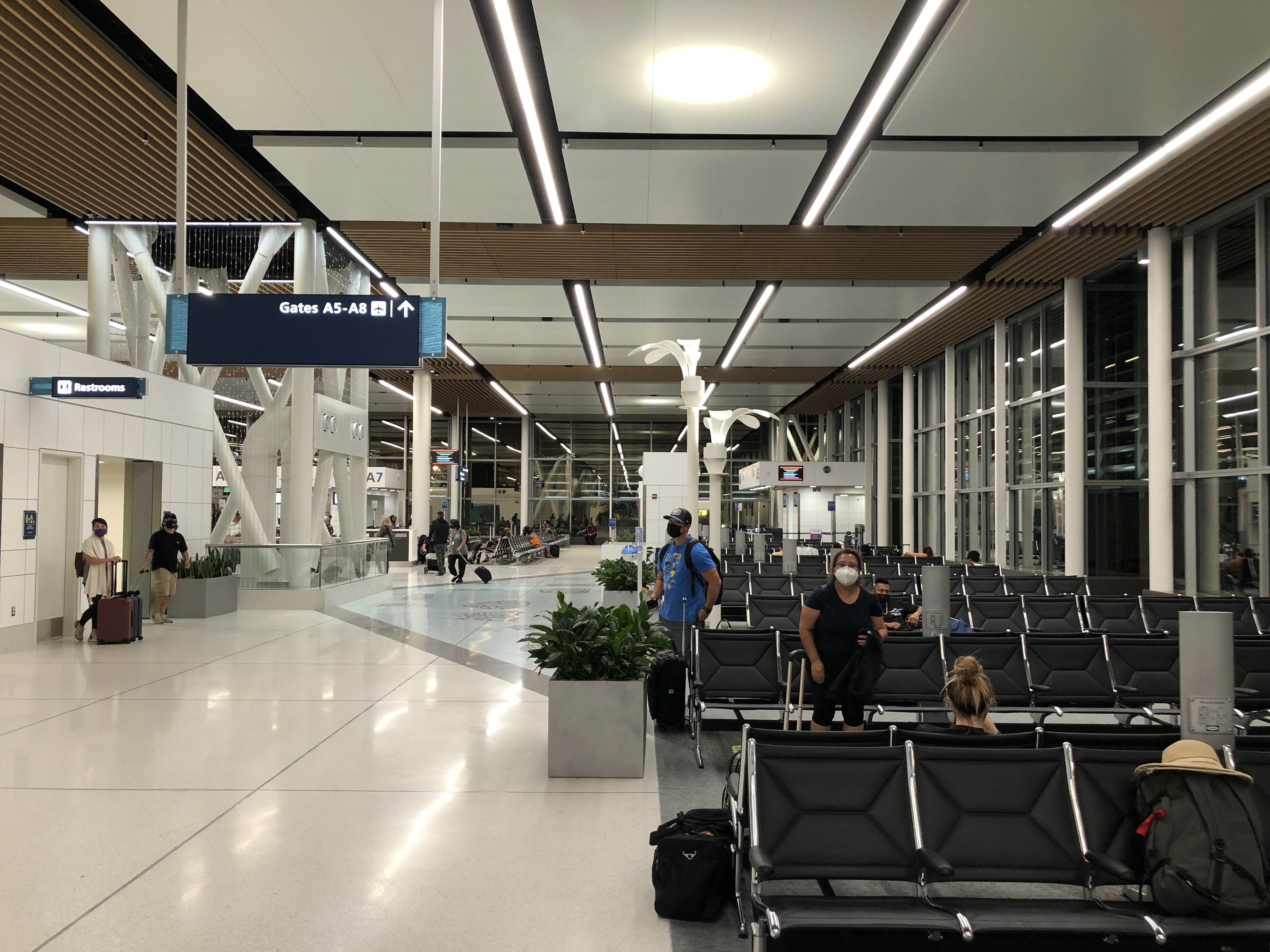
Interior de la Terminal 1.

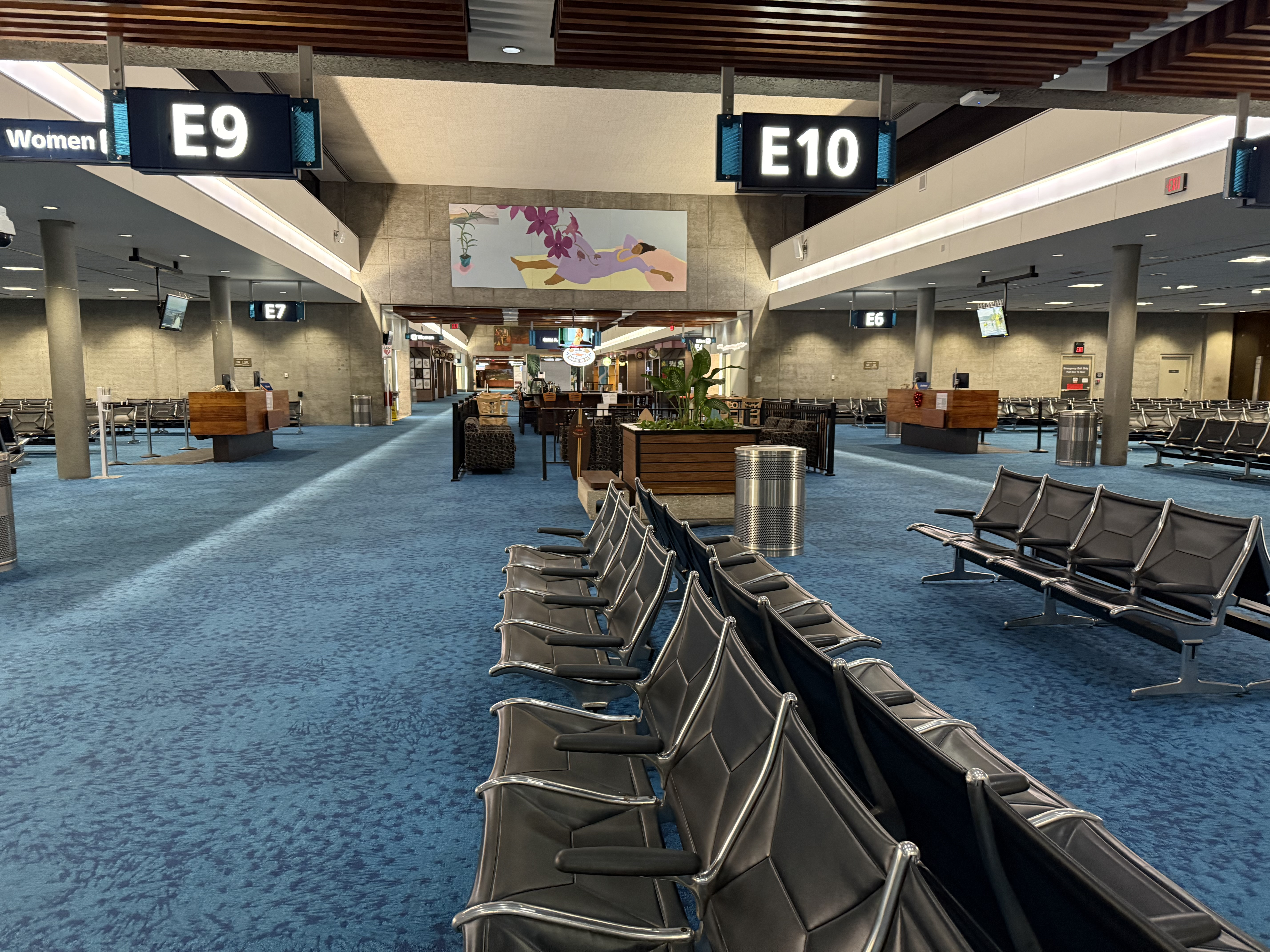
Interior de la Terminal 2.

| Aerolíneas            | Destinos |
| --------------------- | --- |
| Aloha Air Cargo       | Hilo, Kahului, Kailua–Kona, Lihue, Los Ángeles, Seattle/Tacoma                                                        |
| Amazon Air            | Ontario, Portland (OR), Riverside/March Air Base                                                                      |
| Asia Pacific Airlines | Guam, Kiritimati, Kwajalein, Majuro, Pago Pago, Pohnpei                                                               |
| Atlas Air             | Auckland, Chicago–O'Hare, Ciudad de México–AIFA, Los Ángeles, Melbourne, Seúl–Incheon, Sídney                         |
| Corporate Air         | Kalaupapa, Kapalua, Lanai, Lihue, Molokai, Waimea-Kohala                                                              |
| DHL Aviation          | Cincinnati, Fairfield, Fussa–Yokota, Kadena, Los Ángeles, Osan, Sídney, Singapur                                      |
| FedEx Express         | Auckland, Cantón, Los Ángeles, Memphis, Oakland, Ontario, Osaka-Kansai, Sídney, Singapur                              |
| Pacific Air Cargo     | Los Ángeles, Guam, Pago Pago                                                                                          |
| Qantas Freight        | Auckland, Los Ángeles, Melbourne, Sídney                                                                              |
| Transair              | Hilo, Kahului, Kailua–Kona, Lanai, Lihue, Molokai, Waimea-Kohala                                                      |
| UPS Airlines          | Guam, Hong Kong, Kahului, Kailua–Kona, Long Beach, Louisville, Ontario, Phoenix, San Bernardino, Seúl-Incheon, Sídney |

### Operadores de base fija
Varios operadores de base fija se encuentran a lo largo de Lagoon Drive en el perímetro sureste del aeropuerto. Si bien estos se centran en los servicios de aviación general, hay algunas pequeñas operaciones de aerolíneas de pasajeros que operan desde estas instalaciones, en lugar de desde el complejo terminal principal. Los vuelos turísticos también suelen salir de esta área.

### Destinos internacionales
Se ofrece servicio a 26 destinos internacionales (2 estacionales), a cargo de 18 aerolíneas.
| Ciudades por países                                           | Nombre del aeropuerto                       | Aerolíneas                                                                                          |
| Norteamérica                                                  | Norteamérica                                | Norteamérica                                                                                        |
| ------------------------------------------------------------- | ------------------------------------------- | --------------------------------------------------------------------------------------------------- |
| Canadá (4 destinos [2 estacionales], 2 aerolíneas)            |                                             | |
| Edmonton                                                      | Aeropuerto Internacional de Edmonton        | WestJet (Estacional)                                                                                |
| Calgary                                                       | Aeropuerto Internacional de Calgary         | WestJet                                                                                             |
| Toronto                                                       | Aeropuerto Internacional Toronto Pearson    | Air Canada (Estacional)                                                                             |
| Vancouver                                                     | Aeropuerto Internacional de Vancouver       | Air Canada / WestJet                                                                                |
| Asia                                                          |                                             | |
| Corea del Sur (1 destino, 4 aerolíneas)                       |                                             | |
| Seúl                                                          | Aeropuerto Internacional de Incheon         | Air Premia / Asiana Airlines / Hawaiian Airlines (finaliza el 20 de noviembre de 2025) / Korean Air |
| Filipinas (1 destino, 1 aerolínea)                            |                                             | |
| Manila                                                        | Aeropuerto Internacional Ninoy Aquino       | Philippine Airlines                                                                                 |
| Japón (5 destinos, 6 aerolíneas)                              |                                             | |
| Fukuoka                                                       | Aeropuerto de Fukuoka                       | Hawaiian Airlines                                                                                   |
| Nagoya                                                        | Aeropuerto Internacional Chūbu Centrair     | Japan Airlines                                                                                      |
| Osaka                                                         | Aeropuerto Internacional de Kansai          | Hawaiian Airlines / Japan Airlines                                                                  |
| Tokio                                                         | Aeropuerto Internacional de Haneda          | All Nippon Airways / Delta Air Lines / Hawaiian Airlines / Japan Airlines                           |
| Tokio                                                         | Aeropuerto Internacional de Narita          | All Nippon Airways / Japan Airlines / ZIPAIR                                                        |
| Oceanía                                                       |                                             | |
| Australia (2 destinos, 3 aerolíneas)                          |                                             | |
| Melbourne                                                     | Aeropuerto Internacional Tullamarine        | Qantas                                                                                              |
| Sídney                                                        | Aeropuerto Internacional Kingsford Smith    | Hawaiian Airlines / Jetstar Airways (finaliza el 24 de octubre de 2025) / Qantas                    |
| Fiyi (3 destinos, 1 aerolínea)                                |                                             | |
| Apia                                                          | Aeropuerto Internacional Faleolo            | Fiji Airways                                                                                        |
| Kiritimati                                                    | Aeropuerto Internacional de Cassidy         | Fiji Airways                                                                                        |
| Nadi                                                          | Aeropuerto Internacional de Nadi            | Fiji Airways                                                                                        |
| Guam (1 destino, 1 aerolínea)                                 |                                             | |
| Guam                                                          | Aeropuerto Internacional Antonio B. Won Pat | United Airlines                                                                                     |
| Islas Cook (1 destino, 1 aerolínea)                           |                                             | |
| Rarotonga                                                     | Aeropuerto Internacional Rarotonga          | Hawaiian Airlines                                                                                   |
| Islas Marshall (2 destinos, 1 aerolínea)                      |                                             | |
| Kwajalein                                                     | Aeródromo del Ejército de Bucholz           | United Airlines                                                                                     |
| Majuro                                                        | Aeropuerto Internacional Amata Kabua        | United Airlines                                                                                     |
| Micronesia (3 destinos, 1 aerolínea)                          |                                             | |
| Chuuk                                                         | Aeropuerto Internacional de Chuuk           | United Airlines                                                                                     |
| Kosrae                                                        | Aeropuerto Internacional de Kosrae          | United Airlines                                                                                     |
| Pohnpei                                                       | Aeropuerto Internacional de Pohnpei         | United Airlines                                                                                     |
| Nueva Zelanda (1 destino, 2 aerolíneas)                       |                                             | |
| Auckland                                                      | Aeropuerto Internacional de Auckland        | Air New Zealand / Hawaiian Airlines (Estacional)                                                    |
| Polinesia Francesa (1 destino, 1 aerolínea)                   |                                             | |
| Papeete                                                       | Aeropuerto Internacional Faa'a              | Hawaiian Airlines                                                                                   |
| Samoa Americana (1 destino, 1 aerolínea)                      |                                             | |
| Pago Pago                                                     | Aeropuerto Internacional de Pago Pago       | Hawaiian Airlines                                                                                   |
| Total: 26 destinos (2 estacionales), 13 países, 18 aerolíneas |                                             | |

## Estadísticas

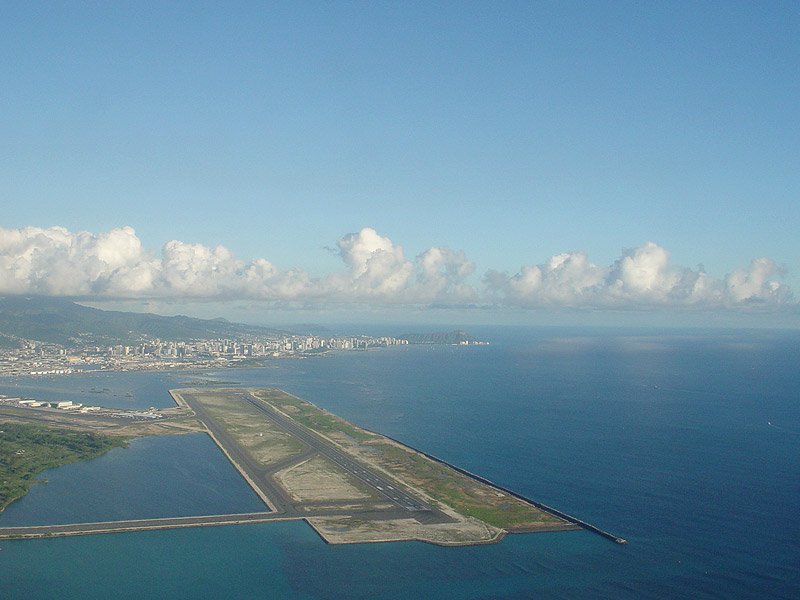
La Reef Runway con Honolulu al fondo.

### Rutas más transitadas
| Número | Ciudad                    | Pasajeros | Aerolínea                                                                                                   |
| ------ | ------------------------- | --------- | --- |
| 1      | Los Ángeles, California   | 1,210,000 | Alaska Airlines, American Airlines, Delta Air Lines, Hawaiian Airlines, Southwest Airlines, United Airlines |
| 2      | Kahului, Hawái            | 1,009,000 | Hawaiian Airlines, Southwest Airlines                                                                       |
| 3      | Lihue, Hawái              | 762,000   | Hawaiian Airlines, Southwest Airlines                                                                       |
| 4      | Kailua, Hawái             | 719,000   | Hawaiian Airlines, Southwest Airlines                                                                       |
| 5      | Hilo, Hawái               | 654,000   | Hawaiian Airlines, Southwest Airlines                                                                       |
| 6      | San Francisco, California | 587,000   | Alaska Airlines, Hawaiian Airlines, United Airlines                                                         |
| 7      | Seattle, Washington       | 511,000   | Alaska Airlines, Delta Air Lines, Hawaiian Airlines                                                         |
| 8      | Las Vegas, Nevada         | 346,000   | Hawaiian Airlines, Southwest Airlines                                                                       |
| 9      | San Diego, California     | 290,000   | Alaska Airlines, Hawaiian Airlines, Southwest Airlines                                                      |
| 10     | Phoenix, Arizona          | 265,000   | American Airlines, Hawaiian Airlines, Southwest Airlines                                                    |

| Número | Ciudad                  | Pasajeros | Aerolínea                                                              |
| ------ | ----------------------- | --------- | ---------------------------------------------------------------------- |
| 1      | Tokio, Japón (HND)      | 825,923   | All Nippon Airways, Delta Air Lines, Hawaiian Airlines, Japan Airlines |
| 2      | Tokio, Japón (NRT)      | 760,361   | All Nippon Airways, Hawaiian Airlines, Japan Airlines, ZIPAIR          |
| 3      | Seúl, Corea del Sur     | 423,395   | Asiana Airlines, Hawaiian Airlines, Korean Air                         |
| 4      | Sídney, Australia       | 327,681   | Hawaiian Airlines, Jetstar Airways, Qantas                             |
| 5      | Vancouver, Canadá       | 320,445   | Air Canada, WestJet                                                    |
| 6      | Osaka, Japón            | 259,418   | Hawaiian Airlines, Japan Airlines                                      |
| 7      | Manila, Filipinas       | 111,056   | Philippine Airlines                                                    |
| 8      | Auckland, Nueva Zalanda | 99,323    | Air New Zealand, Hawaiian Airlines                                     |
| 9      | Nagoya, Japón           | 66,888    | Japan Airlines                                                         |
| 10     | Melbourne, Australia    | 61,641    | Jetstar                                                                |

### Tráfico anual
| Año  | Pasajeros  | Año  | Pasajeros  | Año  | Pasajeros  | Año  | Pasajeros  |
| ---- | ---------- | ---- | ---------- | ---- | ---------- | ---- | ---------- |
| 1991 | 22,224,594 | 2001 | 20,151,935 | 2011 | 17,991,497 | 2021 | 12,064,992 |
| 1992 | 22,608,188 | 2002 | 19,749,902 | 2012 | 19,291,412 | 2022 | 18,346,044 |
| 1993 | 22,061,953 | 2003 | 18,690,888 | 2013 | 19,776,751 | 2023 | 21,188,678 |
| 1994 | 22,995,976 | 2004 | 19,334,674 | 2014 | 19,972,910 | 2024 | 21,873,751 |
| 1995 | 23,672,894 | 2005 | 20,179,634 | 2015 | 19,869,707 |      |            |
| 1996 | 24,326,737 | 2006 | 20,266,686 | 2016 | 19,950,125 |      |            |
| 1997 | 23,880,346 | 2007 | 21,517,476 | 2017 | 21,232,359 |      |            |
| 1998 | 22,636,354 | 2008 | 18,809,103 | 2018 | 21,145,521 |      |            |
| 1999 | 22,560,399 | 2009 | 18,171,937 | 2019 | 21,870,691 |      |            |
| 2000 | 23,027,674 | 2010 | 18,443,873 | 2020 | 6,656,825  |      |            |

## Aeropuertos cercanos
Los aeropuertos más cercanos son:
- Aeropuerto de Hoolehua (87km)
- Aeropuerto de Kalaupapa (99km)
- Aeropuerto de Lanai (117km)
- Aeropuerto de Kapalua (135km)
- Aeropuerto de Kahului (161km)